# Onthophagus ohbayashii
Onthophagus ohbayashii é uma espécie de inseto do género Onthophagus, família Scarabaeidae, ordem Coleoptera.
Foi descrita cientificamente por Nomura em 1939.